# Szamil Adzynba
Szamil Omarowicz Adzynba (ur. 21 maja 1970 w Batumi, Gruzińska SRR) – polityk Partii Ekonomicznego Rozwoju Abchazji, p.o. premiera Abchazji od 16 do 20 marca 2015 roku oraz od 26 lipca do 5 sierpnia 2016.

## Życiorys
W 1987 ukończył szkołę średnią w Batumi, od 1987 do 1988 pracował w zakładzie chemiczno-farmaceutycznym w rodzinnym mieście, a następnie przez dwa lata służył w siłach zbrojnych. Następnie wstąpił na Państwowy Uniwersytet Abchaski, gdzie studiował prawo i historię, a w 1997 uzyskał stopień z jurysprudencji. W 1992 roku jego rodzina na stałe przeniosła się do Abchazji, gdzie brał udział w wojnie (został za to odznaczony medalem Bohatera Abchazji). Od 1994 roku prezydent klubu futbolowego Abagz (do 2005 jego właściciel), od 1996 dyrektor handlowy manufaktury w Suchumi. Od kwietnia 2005 dyrektor Państwowego Komitetu ds. Młodzieży i Sportu, od września 2005 Rady dla Polityki ds. Młodych przy prezydencie Abchazji. W wyborach prezydenckich z 2011 roku, zarządzonych po śmierci Siergieja Bagapsza, był kandydatem na wiceprezydenta u boku Siergieja Szamby. Otrzymali oni poparcie Partii Ekonomicznego Rozwoju Abchazji i Partii Komunistycznej, a Szamba zdobył 21,04% głosów, co dało mu drugie miejsce. 15 października 2014 roku został pierwszym wicepremierem z nominacji de facto prezydenta Raul Chadżymba. Po dymisji premiera Biesłana Butby 16 marca 2015 roku został pełniącym obowiązki premiera; po czterech dniach zastąpił go Artur Mikwabija. Adzynba pozostał jednocześnie wicepremierem. Obowiązki premiera pełnił po raz drugi od 26 lipca do 5 sierpnia 2016 po tym, jak Mikwabija podał się do dymisji. 
Jest żonaty.